# Teodoro Ŝvarc
Teodoro Ŝvarc (właściwie Tivadar Schwartz, później Tivadar Soros, ur. 7 kwietnia 1893 w Baktalórántházie, zm. 22 lutego 1968 w Nowym Jorku) – węgierski pisarz pochodzenia żydowskiego (piszący w esperanto), lekarz i prawnik. Ojciec George’a Sorosa i Paula Sorosa.
Autor dwóch autobiograficznych powieści – Modernaj Robinzonoj (esp. Współcześni Robinsonowie, 1924) i Maskerado ĉirkaŭ la morto (esp. Maskarada wokół śmierci, 1965), w których opisał swoje przeżycia z czasów I i II wojny światowej. Książka ukazała się pt. Maskarada wokół śmierci. Nazistowski świat na Węgrzech w marcu 2021 w tłumaczeniu Emilii Ewy Siurawskiej.
W 1922 założył literackie czasopismo esperanckie „Literatura Mondo” (pol. „Świat Literacki”), które redagował do 1924.